# Première forme fondamentale
La première forme fondamentale est un outil utilisé dans l'étude des surfaces de l'espace euclidien. Elle se calcule  en chaque point P de la surface Σ et s'interprète comme une écriture formelle du produit scalaire euclidien usuel en restriction au plan tangent TPΣ. On note la première forme fondamentale par la lettre romaine I.
La première forme fondamentale est susceptible de généralisations dans le cadre de la géométrie riemannienne, c'est-à-dire des variétés (espaces courbes modelés localement sur l'espace euclidien) pour étudier l'inclusion d'une variété riemannienne dans une autre, ou plus généralement les façons d'appliquer une variété riemannienne dans une autre. Les notions de géodésique ou plus généralement d'application harmonique sont issues de problèmes de minimisation faisant intervenir la première forme fondamentale.

## Expression dans une base locale
Considérons Σ une surface paramétrée par la fonction X(u,v). En un point donné, ses vecteurs tangents {\displaystyle {\frac {\partial X}{\partial u}}} et {\displaystyle {\frac {\partial X}{\partial v}}} sont notés respectivement Xu et Xv ; le plan tangent est généré par cette base locale (Xu, Xv), et tout vecteur tangent en ce point peut donc s'écrire comme une combinaison linéaire de ces deux vecteurs.
Alors le produit scalaire de deux vecteurs tangents s'écrit :
{\displaystyle \mathrm {I} (a\mathrm {X} _{u}+b\mathrm {X} _{v},c\mathrm {X} _{u}+d\mathrm {X} _{v})=ac\langle \mathrm {X} _{u},\mathrm {X} _{u}\rangle +(ad+bc)\langle \mathrm {X} _{u},\mathrm {X} _{v}\rangle +bd\langle \mathrm {X} _{v},\mathrm {X} _{v}\rangle .}
Les valeurs
{\displaystyle \mathrm {E} =\langle \mathrm {X} _{u},\mathrm {X} _{u}\rangle ,\,\mathrm {F} =\langle \mathrm {X} _{u},\mathrm {X} _{v}\rangle ,\,\mathrm {G} =\langle \mathrm {X} _{v},\mathrm {X} _{v}\rangle }
sont appelées coefficients de la première forme fondamentale.
On peut écrire ceci sous la forme d'un tenseur :
{\displaystyle (g_{ij})={\begin{pmatrix}g_{11}&g_{12}\\g_{21}&g_{22}\end{pmatrix}}={\begin{pmatrix}\mathrm {E} &\mathrm {F} \\\mathrm {F} &\mathrm {G} \end{pmatrix}}}
avec gij = Xi⋅Xj, et l'on a alors, pour deux vecteurs x et y du plan tangent :
{\displaystyle \mathrm {I} (x,y)=x^{\mathrm {T} }{\begin{pmatrix}\mathrm {E} &\mathrm {F} \\\mathrm {F} &\mathrm {G} \end{pmatrix}}y}.

## Calcul des longueurs et des aires

### Longueur d'un arc inclus dans la surface
Considérons un élément de ligne ds, défini comme une petite variation de du et dv. Le carré de la longueur de cet arc peut se déterminer par :
ds2 = Edu2 + 2Fdudv + Gdv2.
La longueur d'un arc paramétré {\displaystyle t\in [a,b]\rightarrow (u(t),v(t))} de classe {\displaystyle {\mathcal {C}}^{1}} inclus dans la surface sera alors donné par :
{\displaystyle \mathrm {L} =\int _{a}^{b}{\sqrt {\mathrm {E} {\dot {u}}^{2}+2\mathrm {F} {\dot {u}}{\dot {v}}+\mathrm {G} {\dot {v}}^{2}}}\mathrm {d} t}
où {\displaystyle {\dot {u}}} et {\displaystyle {\dot {v}}} désignent les dérivées de u et v par rapport à t.

### Aire d'une portion de la surface
Considérons un élément de surface dA, défini comme une petite variation de du et dv. L'aire de cet élément de surface peut s'écrire, en utilisant l'identité de Lagrange :
{\displaystyle \mathrm {dA} =|\mathrm {X} _{u}\wedge \mathrm {X} _{v}|\mathrm {d} u\mathrm {d} v={\sqrt {\langle \mathrm {X} _{u},\mathrm {X} _{u}\rangle \langle \mathrm {X} _{v},\mathrm {X} _{v}\rangle -\langle \mathrm {X} _{u},\mathrm {X} _{v}\rangle ^{2}}}\mathrm {d} u\mathrm {d} v={\sqrt {\mathrm {E} \mathrm {G} -\mathrm {F} ^{2}}}\mathrm {d} u\mathrm {d} v}
L'aire d'une portion de surface correspondant à l'ensemble {\displaystyle \{(u,v)\in D\}} sera alors :
{\displaystyle \mathrm {A} =\iint _{D}{\sqrt {\mathrm {E\mathrm {G} -\mathrm {F} ^{2}} }}\mathrm {d} u\mathrm {d} v}

## Exemple de la sphère
Une sphère peut être paramétrée par :
{\displaystyle \mathrm {X} (u,v)={\begin{pmatrix}\cos u\sin v\\\sin u\sin v\\\cos v\end{pmatrix}}}
ce qui donne, par différentiation :
{\displaystyle \mathrm {X} _{u}={\begin{pmatrix}-\sin u\sin v\\\cos u\sin v\\0\end{pmatrix}},\mathrm {X} _{v}={\begin{pmatrix}\cos u\cos v\\\sin u\cos v\\-\sin v\end{pmatrix}}}
et donc
E = sin2 v
F = 0
G = 1

### Longueur d'une loxodromie
Soit {\displaystyle \alpha } un angle entre 0 et {\displaystyle {\frac {\pi }{2}}}. Considérons une loxodromie incluse dans la sphère, de paramétrage {\displaystyle u=\tan(\alpha )\ln(\tan \left({\frac {v}{2}}\right))}, v variant de 0 à {\displaystyle \pi }. 
Le vecteur tangent à cette loxodromie vaut {\displaystyle \mathrm {T} ={\frac {\mathrm {d} u}{\mathrm {d} v}}\mathrm {X} _{u}+\mathrm {X} _{v}={\frac {\tan(\alpha )}{\sin(v)}}\mathrm {X} _{u}+\mathrm {X} _{v}}. Sa norme est {\displaystyle {\sqrt {\mathrm {I} (\mathrm {T} ,\mathrm {T} )}}={\sqrt {\mathrm {E} {\frac {\tan(\alpha )^{2}}{\sin(v)^{2}}}+\mathrm {G} }}={\frac {1}{\cos(\alpha )}}} et est constante. 
L'angle entre T et {\displaystyle \mathrm {X} _{v}} a pour cosinus {\displaystyle {\frac {\mathrm {I} (\mathrm {T} ,\mathrm {X} _{v})}{{\sqrt {\mathrm {I} (\mathrm {T} ,\mathrm {T} )}}{\sqrt {\mathrm {I} (\mathrm {X} _{v},\mathrm {X} _{v})}}}}=\cos(\alpha )} de sorte que {\displaystyle \alpha } est l'angle constant entre la loxodromie et les méridiens.
La longueur de la loxodromie est {\displaystyle L=\int _{0}^{\pi }{\sqrt {\mathrm {I} (\mathrm {T} ,\mathrm {T} )}}\mathrm {d} v={\frac {\pi }{\cos(\alpha )}}}. La loxodromie est une hélice qui s'enroule autour des pôles mais qui a une longueur finie.

### Aire d'une portion latérale de sphère
Cherchons l'aire de la portion latérale D de sphère limité par {\displaystyle v_{0}\leq v\leq v_{1}}, {\displaystyle 0\leq u\leq 2\pi }. On a, puisque {\displaystyle \mathrm {E} \mathrm {G} -\mathrm {F} ^{2}=\sin ^{2}(v)} :
{\displaystyle \mathrm {A} =\iint _{D}\sin(v)\mathrm {d} u\mathrm {d} v=2\pi (\cos(v_{0})-\cos(v_{1}))}
L'aire de D est identique à celle du cylindre de même hauteur que D et de base un grand cercle de la sphère, propriété découverte par Archimède.

## Généralisation
Soient {\displaystyle (M,g)} et {\displaystyle (N,h)} deux variétés riemanniennes et {\displaystyle \phi :M\to N}. Cela comprend notamment le cas où l'on a affaire à l'injection canonique pour une sous-variété. La première forme fondamentale associée à cette application est définie comme l'image réciproque {\displaystyle \phi ^{\ast }h} du tenseur métrique de la variété but. Il s'agit donc d'un tenseur défini sur la variété source, dont les composantes s'écrivent ainsi dans une carte locale
{\displaystyle [\phi ^{\ast }h]_{ij}=\sum _{\alpha =1}^{n}\sum _{\beta =1}^{n}{\frac {\partial f^{\alpha }}{\partial x^{i}}}{\frac {\partial f^{\beta }}{\partial x^{j}}}h_{\alpha \beta }}
Sa trace (en chaque point) est appelée densité d'énergie :
{\displaystyle e(\phi )={\frac {1}{2}}\sum _{i=1}^{n}\sum _{j=1}^{n}[\phi ^{\ast }h]_{ij}g^{ij}={\frac {1}{2}}\|\mathrm {d} \phi \|^{2}}
qu'on peut interpréter par analogie avec la notion de tension superficielle, en imaginant les points de M comme un matériau élastique qu'on souhaite positionner dans N. Sous de bonnes hypothèses, cela permet de définir une énergie globale pour {\displaystyle \phi }, appelée énergie de Dirichlet. Et les problèmes de minimisation de cette énergie conduisent à la notion de géodésique (lorsque M est de dimension 1) ou plus généralement d'application harmonique.